# Augusto Martín Quijano Rodríguez
Augusto Martín Quijano Rodríguez SDB (* 7. März 1969 in Aija, Region Ancash, Peru) ist ein peruanischer römisch-katholischer Ordensgeistlicher und Apostolischer Vikar von Pucallpa.

## Leben
Augusto Martín Quijano Rodríguez trat der Ordensgemeinschaft der Salesianer Don Boscos ein, legte am 31. Januar 1995 die ewige Profess ab und absolvierte seine Studien in Lima und Santiago de Chile. Am 22. November 1997 empfing er das Sakrament der Priesterweihe.
Neben Aufgaben in der Pfarrseelsorge war er in verschiedenen Leitungsfunktionen innerhalb des Ordens tätig. So war er mehrfach Ökonom und Leiter von Salesianerkommunitäten in verschiedenen Städten, zuletzt seit 2016 in der Misión San Lorenzo unter den Tshaawi am Río Sillay und am Río Shihuaray im Apostolischen Vikariat Yurimaguas. Die Missionserfahrung im Tiefland war eine Vorbereitung auf die vorgesehene Ernennung zum Apostolischen Vikar von Pucallpa. Außerdem gehörte er mehrfach als Provinzialrat dem Leitungsgremium seiner Ordensprovinz an.
Am 31. Juli 2019 ernannte ihn Papst Franziskus zum Apostolischen Vikar von Pucallpa. Die Bischofsweihe spendete ihm der Erzbischof von Huancayo, Pedro Ricardo Kardinal Barreto Jimeno SJ, am 21. September desselben Jahres in der Maria-Hilf-Basilika in Lima. Mitkonsekratoren waren der Apostolische Nuntius in Peru, Erzbischof Nicolas Girasoli, und sein Amtsvorgänger Gaetano Galbusera Fumagalli. Die Amtseinführung in der Catedral de la Inmaculada Concepción in Pucallpa fand am 28. September 2019 statt.